# Битва у Сарагосы
Би́тва у Сараго́сы (исп. Batalla de Zaragoza) состоялась 20 августа 1710 года между войсками испанских Бурбонов под командованием маркиза де Бэ и многонациональной армией во главе с австрийским военачальником Гвидо фон Штарембергом во время Войны за испанское наследство.

## Подготовка
Испанская кампания 1710 года была открыта 15 мая, когда армия испанских Бурбонов под командованием Филиппа V и Франсиско дель Кастильо-и-Фахардо, маркиза де Вильядариаса, заняли позиции для атаки на город Балагер. Австрийский генерал Гвидо фон Штаремберг, командующий союзными войсками в Каталонии, сконцентрировал свои усилия на том, чтобы предотвратить переход испанской армии вброд через реку Сегре. Союзникам это удалось, главную роль в этом сыграл британский контингент. В июне Филипп V получил подкрепление и предпринял ещё одну попытку взять Балагер силами 20 000 пехотинцев и 6 000 кавалеристов.
27 июля 1710 года испанская армия потерпела сокрушительное поражение в битве при Альменаре, недалеко от Балагера. Союзные войска заняли сильную оборонительную позицию и отбивали испанские атаки, пока союзнический авангард британского генерала Джеймса Стэнхоупа не сломал испанские линии. Филипп V был вынужден оставить Каталонию и отступить к Сарагосе, столице Арагона. Маркиз де Вильядариас в итоге был лишен поста командующего, который Филипп V передал французскому генералу Александру Мэтру, маркизу де Бэ.
9 августа испанская армия достигла Сарагосы, и маркиз де Бэ расположил свои войска между рекой Эбро (слева от себя) и высот Торреро (справа). 15 августа атака союзнической кавалерии была успешно отражена. Далее последовали пять дней мелких стычек. 19 августа союзные войска переправились через реку Эбро и сумели развернуть свою армию в течение ночи.

## Битва
Левый фланг союзнической армии состоял из испанских и голландских войск под командованием графа Аталайя. Правым флангом командовал Джеймс Стэнхоуп, под его руководством находились британские, португальские и австрийские войска. Штаремберг командовал центром, который состоял в основном из немецких, австрийских и испанских пехотинцев. Союзные армия включала в целом тридцать семь батальонов и сорок три эскадрильи, в то время как армия испанских Бурбонов состояла из тридцати восьми батальонов и пятидесяти четырёх эскадрилий. 20 августа в 08:00 началась артиллерийская перестрелка, продолжавшаяся до полудня.
Генерал Стэнхоуп начал атаку на левое крыло армии Бурбонов. Сначала испанские и валлонские отряды Бурбонов, казалось, получили преимущество, опрокинув 8 португальских эскадрилий. Отступление португальцев оказалось уловкой, давшей Стэнхоупу возможность ударить испанцам во фланг. Британские солдаты ринулись в атаку на дезорганизованные испанские отряды на левом фланге, в то время как в центре и справа их атаки были отбиты.
Бой в значительной мере повторял ход сражения при Альменаре. Вступившая в битву кавалерия Бурбонов атаковала яростно и была близка к успеху, но союзные войска выстояли. Затем союзники контратаковали, и испанцы были вынуждены начать отступление. Менее чем за три часа боя армия союзников одержали полную победу. Все артиллерия (20 пушек) Бурбонской армии и все их знамёна (73 флага) были захвачены. От пяти до шести тысяч испанских солдат были убиты или ранены, а ещё семь тысяч попали в плен. Потери союзников составили около 1 500 человек убитыми и ранеными.

## Последствия
Эрцгерцог Карл вступил в Сарагосу на следующий день. Поражение армии Филиппа V было столь сокрушительным, что путь союзникам на Мадрид был открыт. Филипп V оставил Мадрид 9 сентября и отправился в Вальядолид. Эрцгерцог Карл вступил во враждебный и почти пустой Мадрид 28 сентября. Карл отметил: «Этот город — пустыня!» Зимой 1710 - 1711 гг. эрцгерцогу Карлу и союзным войскам пришлось оставить Мадрид в связи с враждебностью населения и отсутствием провианта для армии. После этого британская армия потерпела решительное поражение в битве при Бриуэге, а остальная часть союзной армии была разбита в битве при Вильявисьосе.